# Maurizio di Dietrichstein
Maurizio di Dietrichstein (Vienna, 19 febbraio 1775 – Vienna, 29 agosto 1864) è stato un nobile e militare austriaco.
Fu l'ultimo principe della dinastia dei Dietrichstein. Alla sua morte, essendogli premorti tutti gli eredi maschi, il suo titolo si estinse. Venne ricreato quattro anni dopo la sua morte per il marito di una sua pronipote, il conte Alexander von Mensdorff-Pouilly, ministro degli esteri e primo ministro imperiale, il quale lo ottenne per sé e per i suoi discendenti.

## Biografia
Nato a Vienna nel 1775, Maurizio era figlio settimogenito di Carlo Giovanni Battista di Dietrichstein, VII principe di Dietrichstein, e di sua moglie, la contessa Maria Christina Josepha Thun-Hohenstein.
La sua posizione di ultrogenito lo pose fuori da ogni possibilità di successione sin dalla nascita, al punto che dal 1791 venne indirizzato alla carriera militare nell'esercito austriaco. Nel 1798 venne nominato aiutante di campo del generale Karl Mack von Leiberich a Napoli, città dove venne catturato dai francesi con il suo superiore per poi essere rilasciato poco dopo. Prese quindi parte alla campagna di Ulma del 1805.
Nel 1815 Maurizio venne nominato tutore del duca di Reichstadt (Napoleone II) e poi direttore del Teatro Imperiale di Corte di Vienna (Burgtheater) oltre che della Biblioteca Imperiale (Kaiserlichen Bibliothek); nel 1845 ottenne l'incarico di Oberstkämmerer sino al 1848, quando decise di ritirarsi dai pubblici offici.
Come suo fratello maggiore il principe Francesco Giuseppe, fu uno strenuo oppositore delle politiche di Metternich. Fu uno dei patroni di Beethoven. Nel 1838 Maurizio acquisì dalla Biblioteca Nazionale Austriaca il manoscritto originale del Requiem di Mozart. Nel 1833 divenne direttore del Gabinetto delle Monete e delle Antichità dell'Imperatore, ma non mancò di sottolineare durante questo stesso periodo il suo amore per la musica, componendo canzoni, danze e minuetti. Nel 1834 venne eletto membro onorario dell'Accademia bavarese delle Scienze.
Dopo la morte di suo nipote, Giuseppe Francesco il 10 luglio 1858, Maurizio gli succedette come decimo principe di Dietrichstein.
Morì a Vienna all'età di 89 anni e venne sepolto nel cimitero di Heitzinger. Dal momento che nessuno dei figli maschi che pure aveva avuto dal suo matrimonio gli erano sopravvissuti, con lui si estinse la casata dei Dietrichstein. Quattro anni più tardi, nel 1868, il conte Alexander von Mensdorff-Pouilly (nipote della pronipote di Maurizio) ottenne per sé e per i propri eredi il titolo di principe di Dietrichstein-Nikolsburg, ravvivando così il titolo della famiglia della moglie.

## Matrimonio e figli
A Vienna il 22 settembre 1800, Maurizio sposò Maria Teresa (16 gennaio 1779 – 3 settembre 1860), figlia del barone Johann Christoph Julius von Gilleis e di sua moglie, la contessa Maria Anna Spindler. La coppia ebbe cinque figli di cui solo due raggiunsero la maggiore età:
- Maurizio Giovanni (4 luglio 1801 – 15 ottobre 1852), sposò il 16 giugno 1842 la contessa Sophia Potocka. Non ebbe figli.
- Carlo (1802 – 1803).
- Ida (24 agosto 1804 – 15 aprile 1822).
- Alessandro (10 giugno 1806 – 6 settembre 1806).
- Giulia Francesca Leopoldina Cara (12 agosto 1807 – 22 aprile 1883), sposò il 18 maggio 1831 il principe Carlo di Öttingen-Wallerstein. La coppia ebbe cinque figli.

## Albero genealogico
|                                                                         |                                     |                                             | Genitori                                                   |  |  | Nonni |  |  | Bisnonni                                                                  |  |  | Trisnonni                                                           |  |
|                                                                         |                                     |                                             |                                                            |  |  |       |  |  | Gualtiero Francesco Saverio di Dietrichstein, V principe di Dietrichstein |  |  | Ferdinando Giuseppe di Dietrichstein, III principe di Dietrichstein |  |
|                                                                         |                                     |                                             |                                                            |  |  |       |  |  | Gualtiero Francesco Saverio di Dietrichstein, V principe di Dietrichstein |  |  | Ferdinando Giuseppe di Dietrichstein, III principe di Dietrichstein |  |
|                                                                         |                                     | Maria Elisabetta di Eggenberg               |                                                            |  |  |       |  |  | Gualtiero Francesco Saverio di Dietrichstein, V principe di Dietrichstein |  |  |                                                                     |  |
| Carlo Massimiliano di Dietrichstein, VI principe di Dietrichstein       |                                     |                                             |                                                            |  |  |       |  |  | Gualtiero Francesco Saverio di Dietrichstein, V principe di Dietrichstein |  |  |                                                                     |  |
|                                                                         |                                     | Karolina Maximiliana von Proskau            | Georg Christoph von Proskau                                |  |  |       |  |  |                                                                           |  |  |                                                                     |  |
|                                                                         |                                     | Karolina Maximiliana von Proskau            | Georg Christoph von Proskau                                |  |  |       |  |  |                                                                           |  |  |                                                                     |  |
|                                                                         |                                     | Karolina Maximiliana von Proskau            | Marie Rosalie von Thurn-Valsassina                         |  |  |       |  |  |                                                                           |  |  |                                                                     |  |
| Carlo Giovanni Battista di Dietrichstein, VII principe di Dietrichstein |                                     | Karolina Maximiliana von Proskau            |                                                            |  |  |       |  |  |                                                                           |  |  |                                                                     |  |
|                                                                         |                                     | Sigismund Frederick Khevenhüller-Aichelberg | Johann Ehrenreich Khevenhüller                             |  |  |       |  |  |                                                                           |  |  |                                                                     |  |
|                                                                         |                                     | Sigismund Frederick Khevenhüller-Aichelberg | Johann Ehrenreich Khevenhüller                             |  |  |       |  |  |                                                                           |  |  |                                                                     |  |
|                                                                         |                                     | Sigismund Frederick Khevenhüller-Aichelberg | Benigna Rosina zu Herberstein                              |  |  |       |  |  |                                                                           |  |  |                                                                     |  |
| Maria Anna Josepha Khevenhüller-Aichelberg                              |                                     | Sigismund Frederick Khevenhüller-Aichelberg |                                                            |  |  |       |  |  |                                                                           |  |  |                                                                     |  |
|                                                                         |                                     | Ernestine von Orsini-Rosenberg              | Franz Andrä Orsini-Rosenberg                               |  |  |       |  |  |                                                                           |  |  |                                                                     |  |
|                                                                         |                                     | Ernestine von Orsini-Rosenberg              | Franz Andrä Orsini-Rosenberg                               |  |  |       |  |  |                                                                           |  |  |                                                                     |  |
|                                                                         |                                     | Ernestine von Orsini-Rosenberg              | Amalie Theodora von Löwenstein-Wertheim-Rochefort          |  |  |       |  |  |                                                                           |  |  |                                                                     |  |
| Maurizio di Dietrichstein, X principe di Dietrichstein                  |                                     | Ernestine von Orsini-Rosenberg              |                                                            |  |  |       |  |  |                                                                           |  |  |                                                                     |  |
|                                                                         | Johann Franz Joseph Thun-Hohenstein | Maximilian Thun-Hohenstein                  |                                                            |  |  |       |  |  |                                                                           |  |  |                                                                     |  |
|                                                                         | Johann Franz Joseph Thun-Hohenstein | Maximilian Thun-Hohenstein                  |                                                            |  |  |       |  |  |                                                                           |  |  |                                                                     |  |
|                                                                         | Johann Franz Joseph Thun-Hohenstein | Maria del Liechtenstein                     |                                                            |  |  |       |  |  |                                                                           |  |  |                                                                     |  |
| Johann Joseph Franz Thun-Hohenstein                                     | Johann Franz Joseph Thun-Hohenstein |                                             |                                                            |  |  |       |  |  |                                                                           |  |  |                                                                     |  |
|                                                                         |                                     | Maria Philippine Harrach zu Rohrau          | Aloys Thomas Raimund von Harrach zu Rohrau und Thannhausen |  |  |       |  |  |                                                                           |  |  |                                                                     |  |
|                                                                         |                                     | Maria Philippine Harrach zu Rohrau          | Aloys Thomas Raimund von Harrach zu Rohrau und Thannhausen |  |  |       |  |  |                                                                           |  |  |                                                                     |  |
|                                                                         |                                     | Maria Philippine Harrach zu Rohrau          | Maria Barbara von Sternberg                                |  |  |       |  |  |                                                                           |  |  |                                                                     |  |
| Maria Christina Josepha Thun–Hohenstein                                 |                                     | Maria Philippine Harrach zu Rohrau          |                                                            |  |  |       |  |  |                                                                           |  |  |                                                                     |  |
|                                                                         |                                     | Ermanno Federico di Hohenzollern-Hechingen  | Filippo di Hohenzollern-Hechingen                          |  |  |       |  |  |                                                                           |  |  |                                                                     |  |
|                                                                         |                                     | Ermanno Federico di Hohenzollern-Hechingen  | Filippo di Hohenzollern-Hechingen                          |  |  |       |  |  |                                                                           |  |  |                                                                     |  |
|                                                                         |                                     | Ermanno Federico di Hohenzollern-Hechingen  | Maria Sidonia di Baden-Rodemachern                         |  |  |       |  |  |                                                                           |  |  |                                                                     |  |
| Maria Cristina di Hohenzollern-Hechingen                                |                                     | Ermanno Federico di Hohenzollern-Hechingen  |                                                            |  |  |       |  |  |                                                                           |  |  |                                                                     |  |
|                                                                         |                                     | Giuseppa di Oettingen-Spielberg             | Francesco Alberto di Oettingen-Spielberg                   |  |  |       |  |  |                                                                           |  |  |                                                                     |  |
|                                                                         |                                     | Giuseppa di Oettingen-Spielberg             | Francesco Alberto di Oettingen-Spielberg                   |  |  |       |  |  |                                                                           |  |  |                                                                     |  |
|                                                                         |                                     | Giuseppa di Oettingen-Spielberg             | Johanna Margaretha von Schwendi                            |  |  |       |  |  |                                                                           |  |  |                                                                     |  |
|                                                                         |                                     | Giuseppa di Oettingen-Spielberg             |                                                            |  |  |       |  |  |                                                                           |  |  |                                                                     |  |